# Saint-Michel, Ariège

Saint-Michel este o comună în departamentul Ariège din sudul Franței. În 1 ianuarie 2022 avea o populație de 91 de locuitori.